# Saku Nikkanen
Saku Nikkanen, född 1977, är en finländsk politiker (Socialdemokraterna). Han är ledamot av Finlands riksdag sedan 2023.
Nikkanen blev invald i riksdagsvalet 2023 med 5 808 röster från Egentliga Finlands valkrets.